# Tenis ziemny na Letnich Igrzyskach Olimpijskich 1904
Wyniki zawodów tenisowych rozegranych podczas Igrzysk Olimpijskich w St. Louis w dniach od 29 sierpnia do 5 września 1904 roku.

## Medaliści
| Konkurencja              | Złoto                      | Srebro                     | Brąz                                               |
| gra pojedyncza szczegóły | Beals Wright               | Robert LeRoy               | Alphonzo Bell Edgar Leonard                        |
| gra podwójna szczegóły   | Beals Wright/Edgar Leonard | Robert LeRoy/Alphonzo Bell | Joseph Wear/Allen West Clarence Gamble/Arthur Wear |

## Tabela medalowa
| Lp. | Państwo           | Złoty | Srebrny | Brązowy | Suma |
| 1   | Stany Zjednoczone | 2     | 2       | 4       | 8    |